# Skipton Castle
Skipton Castle er en middelalderborg i Skipton, North Yorkshire, England.
Den blev oprindeligt opført som en motte and bailey-fæstning i træ af den normannaiske baron Robert de Romille i 1090. Kort efter 1102 udvidede kong Henrik 2. jordområdet som Romille rådede over til hele det øvre Wharfedale og øvre Airedale. Borgen blev genopført i sten for bedre at kunne forsvare sig mod angreb fra Skotland.
Romille-slægten uddøde og kong Edvard 2. gav borgen til Robert Clifford der blev udnævnt til Lord Clifford af Skipton og Guardian af Craven. Robert Clifford igangsatte forbedringer af befæstningerne på borgen, men døde under slaget ved Bannockburn i 1314, da byggeriet knap var færdigt.
Under den engelske borgerkrig i 1600-tallet var det kavalererne der kontrollerede borgen indtil december 1645, hvor de overgav sig efter en 3 år lang belejring. Herefter ødelagde rundhovederne borgen, så den ikke havde nogen militær værdi.
I dag er Skipton Castle er velbevaret middelalderborg, en privat hjem og en turistattraktion. Det er starten på den omkring 160 km lange vandrerute Lady Anne's Way der går til Penrith.
Det er en listed building af første grad.